# スコープ・クリープ
スコープ・クリープ（英: Scope creep, requirement creep, kitchen sink syndromeとも）とは、プロジェクト管理において、プロジェクトが開始した後のどこかで起こるプロジェクトのスコープ（範囲）の変化、継続的または適切な管理無しでの増大を指す。スコープ・クリープは、プロジェクトのスコープが適切に定義、文書化あるいは管理されていない場合に発生する。一般に有害と考えられる。フィーチャー・クリープに関連しているが、フィーチャー・クリープは機能に対して起こり、スコープ・クリープはプロジェクト全体に対するものである点が異なる。
以下のものがスコープクリープの原因となり得る。
- 不十分な変更管理
- 開始時におけるプロジェクトの目的の適切な確認・定義 (identification) の不足
- 弱いプロジェクトマネージャまたはエグゼクティブスポンサー
- 不十分な当事者間のコミュニケーションマネジメント（英語版）
- 初期生成物・製品 (initial product) の汎用性の欠如

これらの観点は企業の業務効率にも影響を及ぼし、特に長期にわたる関係ではその影響が大きい。スコープ・クリープはほとんどのプロジェクトにおいてリスクとなる。多くのメガプロジェクトはスコープ・クリープの犠牲となる（『Megaprojects and Risk』を参照）。スコープ・クリープの結果として、コスト超過に陥ることが多い。
プロジェクト要件全体を明らかにしない不誠実な顧客が途中からプロジェクトの範囲を変更し、無料で機能を追加しようとする「無料の価値」 ("value for free") 戦略は、経験豊富なプロジェクトマネージャにとっても打ち消すのが難しい課題となっている。